# لوک پی. بلکبرن
لوک پریور بلکبرن (Luke Pryor Blackburn)‏ (۱۶ ژوئن ۱۸۱۶–۱۴ سپتامبر ۱۸۸۷)، پزشک، نوع‌دوست و سیاستمدار آمریکایی اهل کنتاکی بود. او به‌عنوان بیست و هشتمین فرماندار کنتاکی انتخاب گردید که از سال ۱۸۷۹ تا سال ۱۸۸۳ خدمت نمود. تا زمان انتخاب ارنی فلتچر در سال ۲۰۰۳، بلکبرن یگانه پزشکی بود که به‌عنوان فرماندار کنتاکی خدمت نمود.
پس از بدست‌آوردن مدرک پزشکی در دانشگاهی ترانسیلوانیا، بلکبرن به ناچز، میسیسیپی نقل مکان نمود و به‌دلیل اجرای اولین قرنطینهٔ موفقیت‌آمیز علیه تب زرد در درهٔ رودخانهٔ میسیسیپی در سال ۱۸۴۸ به شهرت ملی دست یافت. او به‌عنوان متخصص تب زرد در نظر گرفته شد و اغلب برای مبارزه با شیوع بیماری مزمن کار کرد. ازجمله اقدام‌های بشردوستانهٔ او ساخت بیمارستانی برای قایقرانانی بود که در رودخانهٔ میسیسیپی با سرمایهٔ شخصی او کار می‌کردند. او بعداً با موفقیت در کنگره لابی کرد تا مجموعه‌ای از بیمارستان‌های مشابه در امتداد میسیسیپی بسازد.
اگرچه بلکبرن خیلی پیر بود تا در ارتش خدمت نماید، اما در طول جنگ داخلی از جنبش کنفدراسیون حمایت نمود. در روزهای اولیهٔ جنگ، او به‌عنوان یک مأمور غیرنظامی برای دولت‌های کنتاکی و میسیسیپی اجرای عمل می‌نمود. تا سال ۱۸۶۳، او به اداره‌کنندگان محاصرهٔ کنفدراسیون در کانادا کمک می‌کرد. در سال ۱۸۶۴، او به برمودا سفر کرد تا به مبارزه با شیوع تب زرد که عملیات محاصرهٔ کنفدراسیون در آنجا را تهدید می‌نمود، کمک نماید. مدت کوتاهی پس از پایان جنگ، او توسط یک مأمور دوعامل کنفدراسیون متهم گردید که توطئه‌ای برای شروع یک بیماری همه‌گیر تب زرد در شمال ایالات متحده انجام داده‌است که می‌توانست تلاش جنگ اتحادیه را مختل سازد. بلکبرن متهم به جمع‌آوری کتانی و لباس‌های مورد استفادهٔ بیماران تب زرد و قاچاق آنها به ایالت‌های شمالی برای فروش بود. شواهد علیه بلکبرن قابل توجه بود، اگرچه بسیاری از آنها یا به‌صورت غیرمستقیم یا توسط شاهدانی با شهرت مشکوک ارائه شده بودند. اگرچه او توسط دادگاه تورنتو تبرئه گردید، احساسات عمومی به‌طور قطعی در سراسر ایالات متحده علیه او بود. امروزه، مورخان هنوز در مورد قوی‌بودن شواهدی که از نقش بلکبرن در توطئهٔ ادعایی حمایت می‌نماید، اختلاف نظر دارند. هر توطئه‌ای با این ماهیت شکست می‌خورد، اگرچه، در سال ۱۹۰۰، والتر رید کشف نمود که تب زرد توسط پشه‌ها منتقل می‌شود، نه از طریق تماس.
بلکبرن در کانادا ماند تا اجتناب از پیگرد قانونی توسط مقام‌های ایالات متحده نماید، اما در سال ۱۸۶۸ به شهرستان خود بازگشت تا به مبارزه با شیوع تب زرد در امتداد خلیج ساحلی تگزاس و لوئیزیانا کمک نماید. اگرچه اتهامات علیه او رفع نشده بود، اما او دستگیر ویا تحت پیگرد قانونی قرار نگرفت. او با ارائهٔ کمک در شیوع تب زرد در ممفیس، تنسی، در سال ۱۸۷۳، فرناندینا، فلوریدا، در سال ۱۸۷۷ و هیکمن، کنتاکی، در سال ۱۸۷۸، چهرهٔ عمومی خود را بازسازی نمود. خدمات بلکبرن که «قهرمان هیکمن» لقب گرفت، او را به‌سمت نامزدی فرمانداری دموکرات در سال بعد سوق داد. او در انتخابات سراسری، والتر ایوانز جمهوری‌خواه را با اختلاف زیادی شکست داد. به‌عنوان فرماندار، بلکبرن اصلاحات متعددی را در زمینه‌های مالی ایالتی و بهبودهای داخلی به‌تصویب رساند، اما دستاوردهای برجستهٔ او در زمینهٔ اصلاحات کیفری بود. بلکبرن با ناراحت بودنش از شرایط زندان در فرانکفورت، تلاش کرد ازدحام بیش از حد جمعیت را با استفادهٔ آزادانه از عفو فرمانداری خود کاهش دهد که لقب تمسخرآمیز «لوک ملایم» را برای او به ارمغان آورد. او همچنین تضمین از مجوز ساخت یک ندامتگاهی جدید در ادیویل، اتخاذ یک سیستم نگهبان برای جایگزین نظارت خصوصی فاسد بر زندان قدیمی و اجرای اولین سیستم آزادی مشروط ایالتی را نمود. اگرچه سابقهٔ اصلاحات او باعث گردید تا مورخان او را به‌عنوان «پدر اصلاحات زندان در کنتاکی» تحسین نمایند، اما سابقهٔ عفو لیبرال او و صرف پول کمیاب مالیات دهندگان برای بهبود شرایط زندگی زندانیان در آن زمان محبوبیتی نداشت و او را در کنوانسیون نامزدی حزب خود در سال ۱۸۸۳ شد. پس از دورهٔ فرمانداریش، او به مطب پزشکی خود بازگشت و در سال ۱۸۸۷ درگذشت. مجتمع اصلاحی بلک برن، یک مرکز مجازات حداقل امنیتی در نزدیکی لکسینگتون، کنتاکی، به‌افتخار او در سال ۱۹۷۲ نام‌گذاری گردید.

## اوایل زندگی و خانواده
لوک بلکبرن در ۱۶ ژوئن، سال ۱۸۱۶ در شهرستان وودفورد، کنتاکی متولد گردید. او چهارمین فرزند از سیزده فرزند ادوارد ام («ند») و لاوینیا (بل) بلکبرن بود. عموی بزرگ بلکبرن، گیدئون بلکبرن، یک مبلغ معروف پروتستان بود و به‌عنوان رئیس دانشکدهٔ مرکزی در دانویل، کنتاکی خدمت می‌نمود. بسیاری از نزدیکان بلکبرن در سیاست درگیر بودند. پدربزرگ مادری او نمایندهٔ کنوانسیون قانون اساسی کنتاکی سال ۱۷۹۹ بود و عمویش، ویلیام بلکبرن، رئیس پرو تمپوره سنای کنتاکی و معاون فرماندار در دولت فرماندار جیمز ترنر مورهد بود. سیاستمدار برجسته، هنری کلی، نیز پسر عموی دوری او بود و گهگاهی از خانهٔ بلکبرن دیدن می‌نمود.
بلکبرن تحصیل اولیهٔ خود را در مدارس دولتی محلی به‌دست‌آورد. او درسن شانزده سالگی یک کارآموزی پزشکی را در زیر داییش، پزشک چرچیل بلکبرن، آغاز نمود. او در حین کارآموزیش، به عموی خود در معالجهٔ قربانیان شیوع وبا در لکسینگتون و پاریس کمک نمود. او بعداً به تحصیل در دانشگاهی ترانسیلوانیا در لکسینگتون، کنتاکی، پرداخت جایی‌که در مارس، سال ۱۸۳۵ مدرک پزشکی کسب نمود. او هیچ نوع پرداختی برای خدماتش در طول اپیدمی نپذیرفت.
در ۲۴ نوامبر، سال ۱۸۳۵، بلکبرن با دختر عموی دور خود، الا گیست بوسوِل، ازدواج نمود. پدر باسول،  جوزف بوسوِل، یک سال قبل در اپیدمی وبا در لکسینگتون درگذشته بود. تنها فرزند این زوج، کری بل بلکبرن، در سال ۱۸۳۷ متولد گردید. ایالت در ۲۷ مه، سال ۱۸۹۱ یادبودی بر فراز قبر بلکبرن برپا نمود. بنای یادبود گرانیتی دارای نقش برجسته‌ای است که تصویری از «تمثیل سامری خوب» را می‌کشد.

## ارجاعات
1. ↑  "Kentucky Governor Luke Pryor Blackburn". National Governors Association
2. ↑  Powell suggests that Blackburn was born in neighboring Fayette County, but all other sources list Woodford County.
3. ↑  Baird in Luke Pryor Blackburn, p. 2
4. ↑  Baird in Luke Pryor Blackburn, pp. 3–5
5. ↑  Perrin, Battle, and Kniffin
6. ↑  Baird in Luke Pryor Blackburn, p. 7
7. ↑  Perrin gives Blackburn's wife's name as Ella Guest Boswell.
8. ↑  Powell, p. 64